# Bereżonka
Bereżonka (ukr. Бережонка) – wieś na Ukrainie, w obwodzie czerniowieckim, w rejonie wyżnickim, w hromadzie Banyliw. W 2001 liczyła 944 mieszkańców, spośród których 938 wskazało jako ojczysty język ukraiński, 4 rosyjski, 1 mołdawski, 1 rumuński.